# M/S Göta
För andra betydelser, se Göta.
Göta, färja 322, är en av Trafikverket Färjerederiets största färjor. Den går på Hönöleden tillsammans med M/S Ada, M/S Beda och M/S Marie. Den är lika stor som M/S Gullmaj. Alla fem färjorna tar 75 bilar och 397 passagerare.